# Musée d'ethnographie et d'anthropologie de l'Académie des sciences de Russie

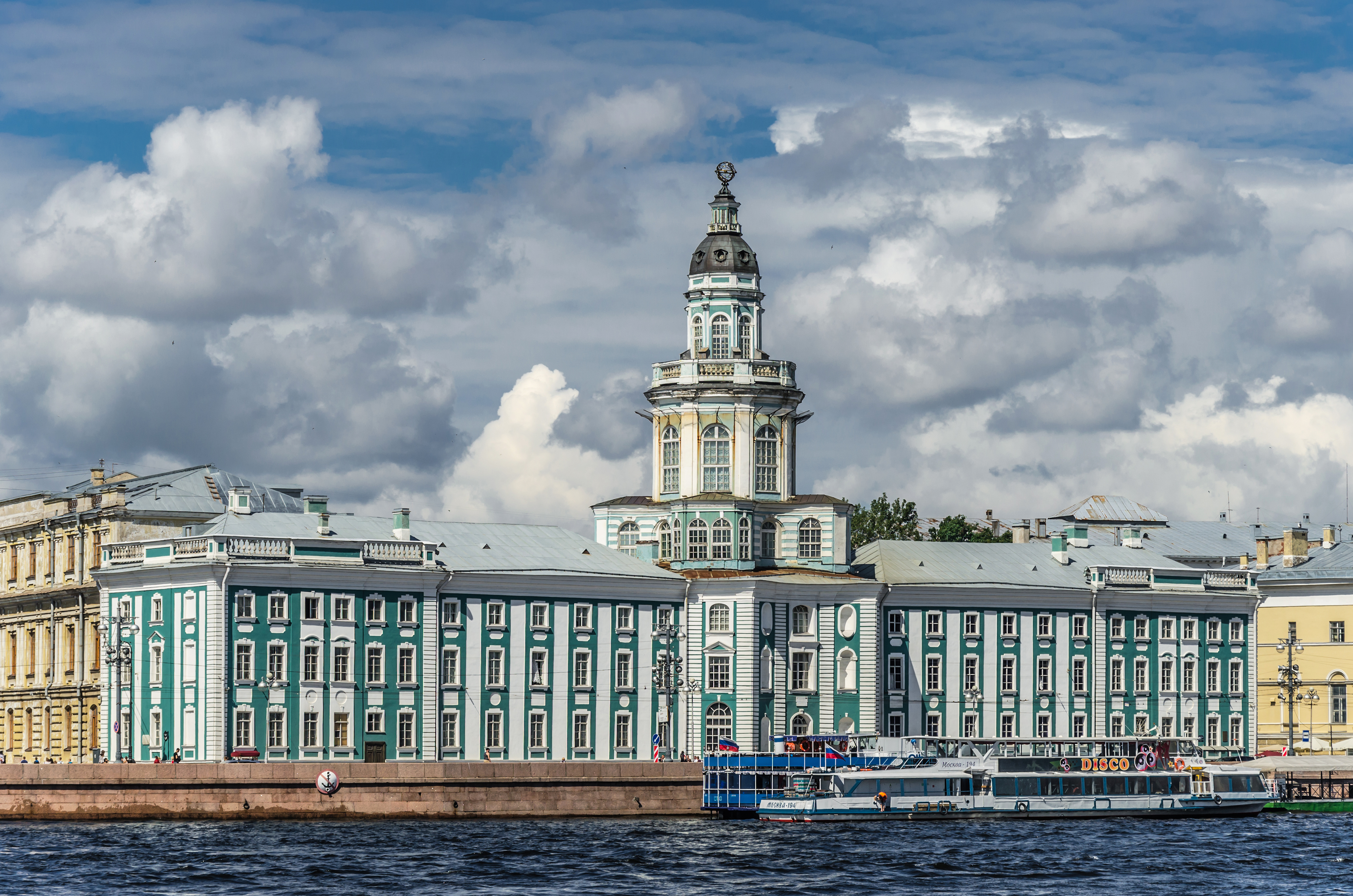
Vue de la Kunstkamera depuis la rive gauche de la Neva.

La Kunstkamera (en russe Кунсткамера), en français « Cabinet d'art », aujourd'hui musée d'ethnographie et d'anthropologie Pierre-le-Grand de l'Académie des sciences de Russie (Музей антропологии и этнографии имени Петра Великого Российской академии наук, Mouzeï antropologuii i etnografii imeni Petra Velikogo Rossiïskoï akademii naouk), est le premier musée construit en Russie.
Bâti à Saint-Pétersbourg selon la volonté de Pierre le Grand, il fut achevé en 1727. Le département de zoologie devient un département à part en 1832 et déménage au musée zoologique (à la pointe de l'île Vassilievski) en 1896.  Georg Johann Mattarnovi est le premier architecte qui a travaillé à ce projet de Pierre le Grand. Savva Tchevakinski et Mikhaïl Zemtsov y ont également participé.  
Elle a abrité également l'ancien Musée asiatique. Le musée abrite aussi une exposition séparée consacrée à Mikhaïl Lomonossov.

## Personnel

### Les directeurs
- Leopold von Schrenck (1879 - 1894)
- Vassili Radlov (1894 - 1918)
- Vassili Bartold (1918 - 1921)
- Efim Karski (1921 - 1930)
- Nikolaï Matorine (1930 - 1933)
- Ivan Mechtchaninov (1934 – 1937)
- Nikolaï Kisliakov (1945 - 1948)
- Nikolaï Guirenko (1991 - 1992)
- Alexandre Mylnikov (1992 - 1997)
- Tchouner Taksami (1997 - 2001)
- Iouri Tchistov (2001 -)

### Collaborateurs notables
- Vassili Bartold
- Lev Goumilev
- Youri Knorozov
- Vassili Radlov
- Efim Rezvan
- Lev Sternberg
- Dorothea Maria Graff